# Louis Albert Péringuey
Louis Albert Péringuey (ur. 9 października 1855 w Bordeaux, zm. 20 lutego 1924 w Kapsztadzie) – francuski entomolog, zajmował się głównie taksonomią chrząszczy. Od 1884 do 1924 pracował w South African Museum.